# Piovono polpette 2 - La rivincita degli avanzi
Piovono polpette 2 - La rivincita degli avanzi (Cloudy with a Chance of Meatballs 2) è un film d'animazione del 2013 diretto da Cody Cameron e Kris Pearn e con protagonisti del cast vocale Bill Hader, Anna Faris, James Caan, Andy Samberg e Benjamin Bratt. È il sequel del film del 2009 Piovono polpette, tratto dal romanzo per ragazzi Cloudy with a Chance of Meatballs scritto da Judi Barrett e illustrato da Ron Barrett.

## Trama
Dopo aver provocato una disastrosa tempesta di cibo Flint e i suoi amici sono costretti ad abbandonare la città di Swallow Marinara. Lo scienziato accetta l'invito del suo idolo, Chester V, a unirsi alla The Live Corp Company, una squadra a cui è stato affidato il compito di ripulire l'isola e dove i migliori inventori del mondo creano tecnologie per migliorare la vita di tutte le persone. Flint spera di potersi unire alla Live Corp e divenire un "cerebronauta", ma purtroppo le cose non vanno come previsto e finisce per combinare un disastro.
Tuttavia Flint viene convocato da Chester, e qui scopre che la sua invenzione, il FLDSMDFR, è ancora funzionante e che questa volta sta creando strani animali composti da cibo. Chester V consiglia a Flint di occuparsi della missione da solo, ma questi finisce per coinvolgere i suoi amici e il padre. Il gruppo quindi decide di fare ritorno a Swallow Marinara, ma al loro arrivo l'isola non è come la ricordavano: il clima è diverso, i resti della città sono sparsi in una giungla e ci sono creature somiglianti ad animali di cibo, gli animacibi, tutte create dal FLDSMDFR; alcune di esse come Frà, una piccola fragola, sembrano pacifiche, tuttavia altre come lo Spider-Burger si rivelano ostili.
Durante il viaggio, giungono al laboratorio ormai in rovina di Flint per recuperare dei pezzi per fabbricare un localizzatore col quale trovare il FLDSMDFR. Man mano Sam scopre che i CibAnimali non sono davvero ostili e cerca di spiegarlo a Flint, ma lui si lascia convincere da Chester a disattivare la macchina. Sam e gli altri vengono poi catturati dagli scagnozzi di Chester, il quale insieme alla sua assistente primate Barb e Flint raggiunge il FLDSMDFR. Flint però si è reso conto che Sam aveva ragione ed cerca di impedire a Chester di spegnere la macchina, purtroppo invano. Chester a questo punto rivela le sue intenzioni: ha usato le creature come scusa per sbarazzarsi di Flint e rubare la sua macchina per creare delle nuove Barrette Bontà.
Intanto sulla montagna dell'isola si comincia a costruire una base della Live Corp e Sam e gli altri vengono scortati dentro. Frà raggiunge Flint e gli spiega cos'è successo ai suoi amici, dopodiché convoca tutti i CibAnimali affinché lo aiutino a salvare il gruppo. Con l'aiuto di tutte le creature dell'isola, Flint si fa lanciare dal padre nella parte incompiuta della base. Mentre Frà si occupa di liberare i CibAnimali catturati, Flint fronteggia Chester, che ha intenzione di trasformare i suoi amici in Barrette Bontà. Flint però riesce a liberare i suoi amici e mette alle strette Chester, che alla fine viene mangiato da uno Spider-Burger. Flint, Sam e gli altri decidono quindi di restare a Swallow Marinara e fondare il loro laboratorio, "Sparkswood".

## Produzione
Le prime notizie sulla produzione del sequel di Piovono polpette arrivarono nell'aprile del 2010, quando il sito web io9 riportò che i registi Phil Lord e Christopher Miller non si sarebbero occupati della regia del secondo film. Il 6 luglio del 2011 venne annunciato che la sceneggiatura del film sarebbe stata scritta da John Francis Daley e Jonathan Goldstein basandosi su una loro idea originale e non su Pickles a Pittsburgh, il seguito di Cloudy with a Chance of Meatballs e il successivo 13 dicembre venne annunciato che Cody Cameron e Kris Pearn erano stati scelti per dirigere il film. Nel febbraio del 2012 venne annunciato che il film si sarebbe dovuto intitolare Cloudy 2: Revenge of the Leftovers, ma successivamente il titolo venne fissato a quello attuale.

### Casting
Bill Hader, Anna Faris, James Caan, Andy Samberg, Neil Patrick Harris e Benjamin Bratt sono tornati a doppiare i personaggi a cui avevano prestato la voce nel primo film. Will Forte, che aveva doppiato il personaggio di Joseph Towne nel primo film, è stato scelto per doppiare Chester V. Nuovi ingressi nel cast sono invece Terry Crews nel ruolo del poliziotto Earl Devereaux, che era stato doppiato da Mr. T nel primo film, e Kristen Schaal nel ruolo di Barb, un orango parlante a cui è stato impiantato un cervello umano, di proprietà di Chester V.

## Distribuzione
Il primo trailer ufficiale del film è stato distribuito online da Yahoo! Movies il 27 febbraio 2013, a cui è seguito il giorno successivo anche la versione in lingua italiana dello stesso. Il successivo 2 luglio è stato distribuito un secondo trailer in lingua inglese, seguito il giorno successivo dal trailer internazionale. Il successivo 12 luglio è stato inoltre distribuito anche il secondo trailer in lingua italiana.
Il film doveva inizialmente essere distribuito nelle sale statunitensi a partire dal 20 dicembre 2013, ma la data di uscita venne successivamente spostata al 7 febbraio 2014, ed infine definitivamente fissata al 27 settembre 2013. In Italia è proiettato a partire dal 25 dicembre 2013.